# Tupis
Os tupis são diversos povos que viviam ao longo da costa do território que hoje compreende o Brasil. Esses povos se originam de antepassados que saíram há milênios do centro amazônico, expandiram-se ao norte do rio Amazonas, ao sul pelo Paraguai, a leste pelo Tocantins e a oeste pelo rio Madeira. Os tupis são apenas aqueles que migraram para o leste, e que, portanto, chegaram à costa leste do continente sul-americano.
Conforme explica Eduardo Navarro, os diferentes povos tupis acreditavam descender de um personagem mitológico chamado Tupi. Por conta disso, muitas tribos tupis possuíam etnônimos que começavam com "tupi", como os tupinambás, os tupinaquis, os tupiguaés e os tupiminós. Os tupis nomearam-se para se distinguir, ao se tornarem grupos diferentes, mesmo sendo descendentes de uma mesma família. Como o povo tamoio significa “os mais antigos” (os avós); os tupinambás, “descendentes diretos dos tupis”, os Tupiniquins, “parentes dos tupis, que vieram dos tupinambás”.
A língua falada pelos tupis era o que hoje é conhecido como tupi antigo. Trata-se de uma língua com vasta distribuição geográfica (tão vasta quanto a dos tupis) e que teve crucial importância para a formação do Brasil.

## História

### Arqueologia

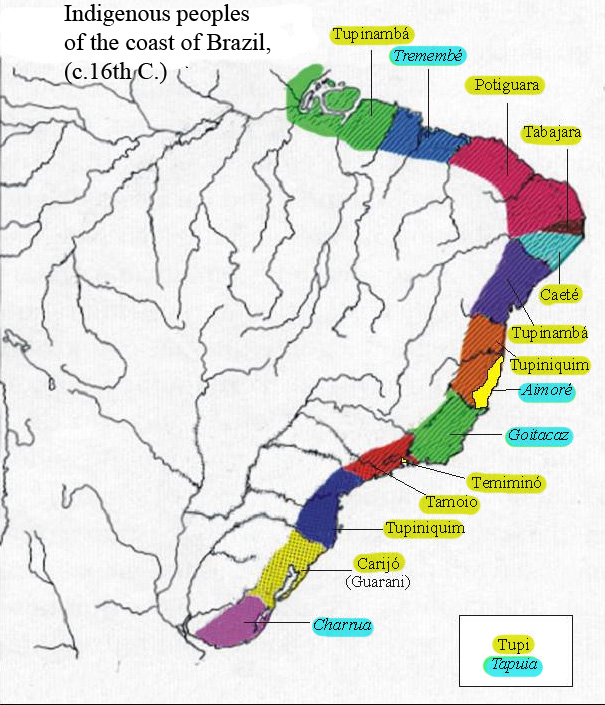
Distribuição dos grupos indígenas na costa do Brasil no século XVI. Em amarelo, os do grupo tupi.

Estudos demonstram que os tupis teriam habitado originalmente os vales dos rios Madeira e Xingu, que são afluentes da margem meridional do rio Amazonas. É sugerido ainda que diversos povos tupis antigos tenham ocupado as imediações da bacia do Guaporé há pelo menos 5000 anos . Esses povos, que teriam hábitos sedentários, eram caracteristicamente agricultores. Se estabeleciam em um dado local e posteriormente, por fatores relacionados ao crescimento demográfico, eram impulsionados a continuar se espalhando pelo território, através do fracionamento das aldeias. As terras originalmente ocupadas não eram deixadas para trás, o que caracterizaria uma dinâmica de “expansão” sedentária. 
Esta dinâmica não ocorria em “saltos”, mas era gradativa. As populações tupis precisavam preparar os ambientes nos quais pretendiam se instalar, transformando as florestas originais em áreas produtivas e cultiváveis para sua agricultura. As novas áreas ocupadas eram geralmente contíguas às anteriores, ou seja, constituíam desdobramentos das aldeias originais. Evidências arqueológicas comprovam estes dados, sugerindo a presença e a ocupação contínua de aldeias durante períodos de mais de 1500 anos entre os Guarani, e mais de 1000 anos entre os tupinambás.  
Os tupis teriam iniciado os movimentos de expansão e migração em direção à foz do rio Amazonas e, de lá, pelo litoral para o sul. Em outra hipótese, supõe-se que poderiam ter incorrido pelo continente adentro no sentido norte-sul, a partir do Amazonas, alcançando o rio Paraguai e daí ocupando as áreas da “floresta subtropical e o litoral, de sul para norte” . Estas movimentações teriam se iniciado no começo da era cristã. Carlos Fausto sustenta que existe uma grande lacuna de vestígios arqueológicos entre a costa do Amazonas e o Rio Grande do Norte, o que dificultaria a aceitação da primeira hipótese.
Alguns autores sustentam que, nesta trajetória de dispersão, levas sucessivas do mesmo povo foram encontrando as anteriores já estabelecidas. Certo é que, nesse processo, nações tupis derrotaram as nações tapuias que já habitavam o litoral brasileiro, expulsando-as, então, para o interior do continente, por volta do ano 1000. Alguns povos tapuias, entretanto, permaneceram estabelecidos no litoral, como pode-se ver no mapa acima.
O estudo arqueológico desses povos é muito baseado nos achados cerâmicos, visto que os tupis antigos eram hábeis ceramistas, assim como os contemporâneos. De acordo com os tipos de ornamentação e grafismos dos fragmentos encontrados, é possível atribuir o pertencimento da cerâmica a uma tradição ceramista já descrita, e com isso inferir, em um determinado local, qual povo teria sido o produtor daquele artefato. Utilizando dados químicos também se pode descobrir, a partir de ossadas ou elementos orgânicos fossilizados, qual a datação do sítio arqueológico, possibilitando, então, a localização temporal e espacial de uma determinada população. Com o cruzamento de dados como esses a evidências linguísticas e históricas, pode-se, finalmente, entender um pouco da dinâmica de movimentação desses povos ao longo do tempo, em um território tão grande como o Brasil e suas adjacências. Além disso, a tradição oral entre os povos indígenas também é determinante nessas pesquisas, e muitos pesquisadores indígenas estão trabalhando em registrar a própria arqueologia.

#### Encontro com os europeus
Nos primeiros anos após a invasão, a presença europeia era esporádica, não havia um interesse na colonização da costa brasileira. Por isso, as primeiras relações entre tupis e portugueses se deram através de trocas conhecidas como escambo. Este consistia no intercâmbio da força de trabalho dos tupis, geralmente extraindo pau-brasil para as feitorias lusitanas, por mercadorias manufaturadas vindas de Portugal. Além do trabalho e do Ibirapitanga (madeira de tintura), os navios portugueses adquiriam através do escambo também papagaios, araras e saguis, dentre outros. Estes animais eram muito populares na Europa de então. É importante ressaltar que os tupis não estavam trocando bens de valor inestimável por “quinquilharias”, pois a visão de valor varia para cada sociedade. Melhores ferramentas ou espelhos eram mais valiosos no contexto indígena quinhentista do que a abundante vegetação de pau-brasil. A carga dessas trocas era muito mais simbólica do que de fato mercadológica.
Conforme os anos foram avançando e os primeiros sinais de fixação portuguesa surgiram, a necessidade de mão de obra aumentou. Os povos tupis, que mantinham uma relação relativamente simétrica nas trocas por escambo, começaram a ser requeridos como força de trabalho para os novos empreendimentos portugueses nos engenhos de açúcar, fixados no nordeste e no litoral paulista. Como o escambo estava longe de ser eficiente como ferramenta de obtenção de mão de obra, uma vez que nem sempre os indígenas sentiam-se dispostos a realizá-los, os lusitanos apelaram para a coerção. Sua estratégia consistiu em apropriar-se do trabalho nativo por meio do incentivo às guerras entre os grupos indígenas rivais, visando usar os cativos do conflito como escravos. No entanto, houve intensa resistência dos povos tupis à venda de seus cativos (tanto os captores quanto os prisioneiros). Isso ocorria devido à tradição da antropofagia, cuja realização era uma honra tanto para os sacrificados quanto para os que consumiam a carne. Por essa razão, os europeus, fortalecidos pela Igreja Católica e seu projeto de catequização, começaram uma forte campanha pelo fim dos rituais antropofágicos.
O projeto colonial português na América, assim como o de outros países europeus, foi extremamente dependente dos povos nativos para seu funcionamento, principalmente das mulheres nativas no primeiro momento. Portugal não tinha homens suficientes para ocupar propriamente as novas terras encontradas, muito menos para defendê-las dos ataques de nações indígenas hostis. A aliança com povos locais, principalmente os tupis, foi vital para sua permanência no território americano. Portugal necessitava de sua mão de obra para coletar as madeiras de pau-brasil para as feitorias e mais tardiamente para o plantio de gêneros agrícolas. Precisava também de seus guerreiros para defender o território e lutar em suas guerras de conquista, assim como do seu conhecimento da região. Um exemplo disso foi o sucesso das capitanias hereditárias de Pernambuco e São Vicente que, diferentemente das outras, contaram com aliados nativos vitais para o seu sucesso.
As mulheres indígenas tiveram um papel fundamental no processo de conquista. Elas atuaram como mediadoras nas relações familiares e negociações comerciais com os europeus, e foram essenciais na inserção dos europeus nas sociedades nativas, contribuindo para o estabelecimento do sistema colonial. O casamento com mulheres nativas proporcionou aos europeus tanto o sustento nutricional, uma vez que as mulheres eram responsáveis pela produção e preparo de todos os alimentos, como também o benefício do relacionamento com a família da esposa, usufruindo de privilégios ao acesso a armas e outras mercadorias.
As alianças entre indígenas e europeus não foram uma subserviência dos primeiros. Inicialmente, elas atendiam também às demandas dos próprios indígenas. As tentativas de estabelecimento de uma sociedade colonial no Brasil, no entanto, geraram um aumento da expectativa do trabalho nativo. Esses povos resistiram a tais expectativas, ao que os europeus responderam com violência. Os chefes tupis então, buscavam novas alianças ou até trocavam de lado nas guerras conforme suas conveniências.  A própria Confederação dos Tamoios, o mais célebre conflito do período, está repleta de exemplos onde povos rivais se unem para combater um inimigo comum ou se aliam a estrangeiros para enfrentar rivais locais. Essa fluidez das dinâmicas nativas é uma prova de sua agência na tomada de decisões importantes.

### Guerras e Revoltas
A implantação de outras atividades econômicas provocou uma mudança no vínculo entre portugueses e indígenas. Enquanto o comércio era baseado no escambo, marcado por esporádicos encontros em que o pau-brasil era extraído e transportado, a relação entre ambos os grupos era relativamente estável. A partir de 1534, com o estabelecimento das Capitanias Hereditárias, as formas de trabalho se tornaram cada vez mais compulsórias fazendo com que as reações nativas também fossem mais frequentes. Fugas, ataques a vilas, defesa de aldeias e formação de aliança com outros invasores europeus, foram algumas das estratégias adotadas pelos nativos para resistir às imposições coercitivas portuguesas.
Confederação dos Tamoios - Quando os navegadores europeus começaram a frequentar a costa brasileira, no século XVI, passaram a estabelecer relações de comércio com seus habitantes, majoritariamente povos tupis. Alguns destes, como os tabajaras, os tupiniquins e os temiminós, se aliaram aos portugueses. Outros, como os tamoios, caetés e potiguaras, se uniram aos franceses. Isto valeu, aos tamoios, sua aniquilação quase total por parte dos portugueses. O conflito passou à história como Confederação dos Tamoios. A disputa se deu em torno da luta dos tamoios [contra sua escravização, e pela manutenção da sua autonomia política, ou seja, visavam impedir o estabelecimento da sociedade colonial, além, é claro, de expulsar os portugueses de seu território.
Guerra de Cabo Frio - Em 1574, o último foco de resistência tamoio em Cabo Frio, no norte do atual estado do Rio de Janeiro, foi vencido pelos portugueses com um número incalculável de mortos e com a captura de cerca de 10 000 escravos nativos americanos. O confronto com os portugueses também foi funesto para os caetés, que foram totalmente escravizados pelos portugueses.
Guerras Guaraníticas - Em 1750, portugueses e espanhóis assinam o Tratado de Madrid, com a intenção de trocar o território de Sacramento (luso) pelos Sete Povos das Missões (espanhol). Uma vez que a Espanha não desejava perder seus súditos nativos para Portugal, foi organizada uma migração para mover os indígenas para o interior do território hispânico. O que as potências jamais imaginaram foi que, além de não conseguiriam realizar  as prerrogativas reais, teriam de enfrentar indígenas revoltosos, determinados em não deixar suas terras. 
A guerra foi declarada em 1753 e em 1754 devido às chuvas, inundações e falta de planejamento, a primeira campanha terminou em fracasso. Os ibéricos, então,  impuseram sua vontade no segundo plano de ataque em 1756. A morte do líder guarani, Sepé Tiaraju, e a vitória decisiva na batalha do Caiboaté determinaram o rumo da guerra. O êxito militar dos  europeus não pôde evitar o insucesso da migração forçada ou as divergências sobre estabelecimento de fronteiras, estas discordâncias levariam ao fim do Tratado de Madrid em 1761.

### Atualmente
Atualmente, os povos indígenas vinculados aos tupis continuam espalhados por toda América do Sul. No Brasil, há aldeias Guarani em diversos estados, como as localizadas no sul do país, aldeia Morro dos Cavalos em Santa Catarina, no sudeste, aldeia Mata Verde Bonita no Rio de Janeiro e a aldeia Jaraguá em São Paulo, dentre outras. Há ainda aldeias Tupinambá no Maranhão, Tupiniquim em Aracruz, no Espírito Santo, assim como potiguaras ocupando Ceará, Rio Grande do Norte, Pernambuco e Paraíba. Algumas das aldeias são demarcadas, outras não, visto o esforço que é feito por parte do agronegócio e do próprio Estado brasileiro em não demarcar. Além das aldeias, esses povos também ocupam áreas urbanas, visto que as próprias cidades invadiram os territórios originais das aldeias, ou surgiram delas, como no caso de São Paulo, originada na aldeia de Tibiriçá. 

## Língua

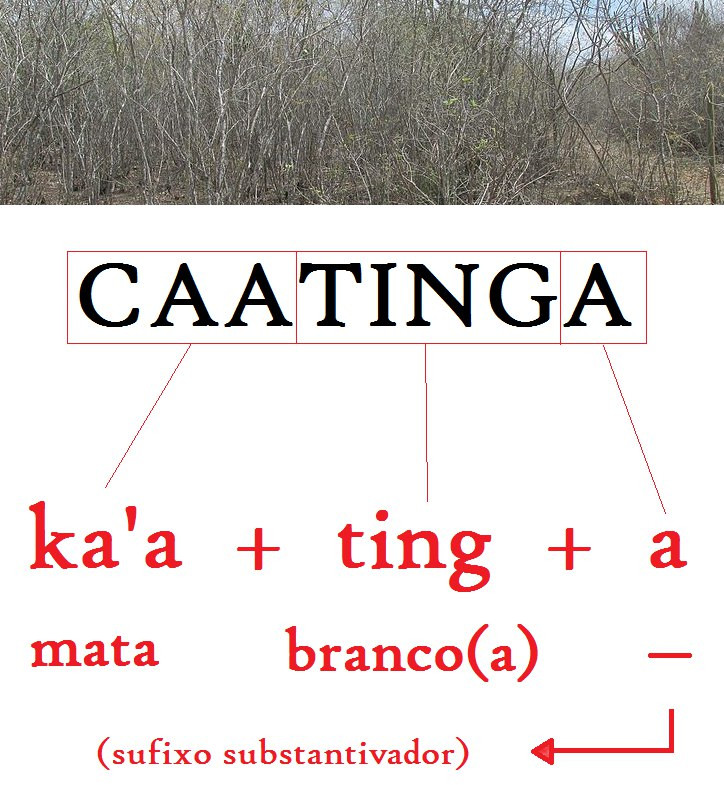
Exemplo de palavra do português brasileiro de origem tupi.

Os tupis falavam todos uma mesma língua, embora, obviamente, houvesse diferentes dialetos e casos de variação linguística.
A língua tupi antiga possui vários documentos que descrevem sua estrutura, sendo o padre jesuíta José de Anchieta considerado como seu primeiro gramático (foram os jesuítas que criaram a representação escrita da língua, a qual era, até então, exclusivamente oral). Anchieta não foi, porém, o primeiro jesuíta a aprender a língua nativa: o padre basco João de Azpilcueta Navarro compôs os primeiros hinos religiosos em suas pregações aos indígenas. O objetivo dos padres era catequizar os indígenas.
Nos séculos XVI e XVII, era chamado pelos portugueses de língua brasílica por ser o idioma mais usado no Brasil (a expressão "língua tupi" somente se generalizou a partir do século XIX). Os europeus que iam viver no Brasil, bem como os escravos africanos que eram trazidos para o país, aprendiam a língua e falavam-na no seu dia-a-dia, usando o português apenas nas suas relações com a Coroa Portuguesa. Inicialmente restrita à costa brasileira, o tupi se interiorizou devido à ação dos bandeirantes, que o levaram ao interior, aos atuais estados de Minas Gerais, Goiás e Mato Grosso, entre outros.

## Organização social

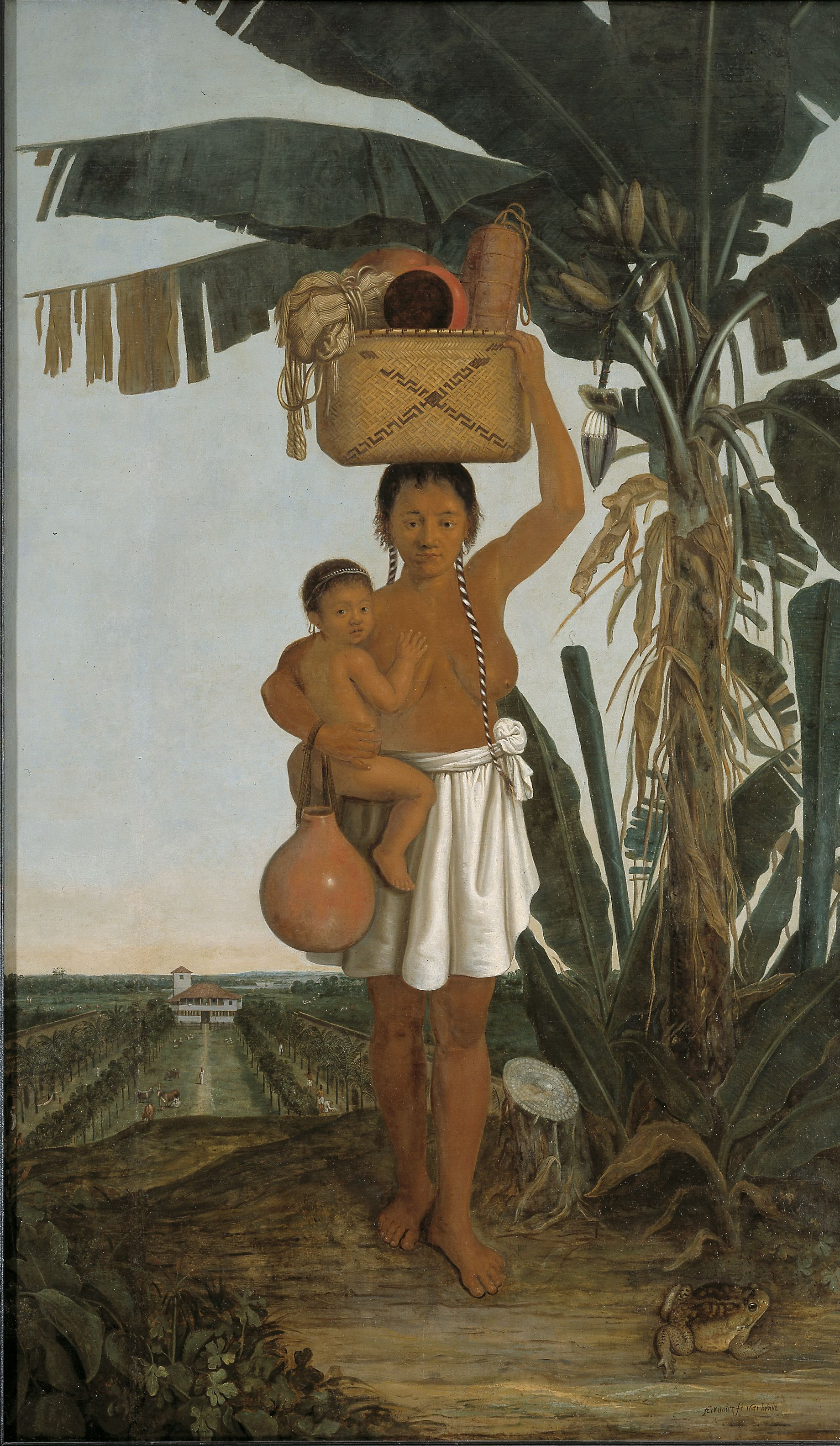
Índia tupi do século XVII, por Albert Eckhout.

Os tupis se compunham de tribos compostas de unidades menores, as aldeias, que mantinham, interesses comuns entre si. Nas aldeias, havia, normalmente, de quinhentas a seiscentas pessoas, que viviam em grandes habitações coletivas, conhecidas como malocas, cuja estrutura de madeira recebia uma cobertura de folhas de palmeira. Em geral, o número de habitações variava de quatro a sete por aldeia, cada uma delas abrigando um grande grupo familiar. A poligamia era prática comum entre os chefes e entre os guerreiros mais destacados.
A organização social dos povos Tupi era determinada pelo sexo e pela idade. As mulheres além de realizar  todos  os serviços  domésticos,  relacionados  com  a  manutenção  da  casa  ou  com  a alimentação, também eram responsáveis pelo trabalho na agricultura (do plantio e semeadura até a conservação e a colheita), pela coleta (de frutas silvestres, de mariscos, etc.), pela domesticação dos animais e colaboravam na pesca. Encarregavam-se da da fabricação de farinhas, da preparação do cauim - bebida fermentada feita à base de mandioca e de outros produtos como caju - e de muitas atividades artesanais, como tecer redes, trançar cestos, fazer tapetes, produzir artigos de cerâmica, etc.  Ademais, realizavam outras tarefas, como a depilação e a tatuagem dos homens de seu núcleo familiar e o despiolhamento tanto dos homens quanto das mulheres. Também eram incumbidas de preparar o corpo dos inimigos para o ritual de execução.
Com a chegada dos europeus no século XVI as mulheres indígenas assumiram um papel importante no estabelecimento do sistema colonial, atuando como intermediárias nas relações diplomáticas e comerciais.
Além da derrubada da mata e da preparação da terra para o plantio, os homens ocupavam-se da caça, da pesca e da fabricação de canoas. Também fabricavam  instrumentos de trabalho e armas para serem utilizadas nas guerras contra outros povos indígenas. Essas guerras entre grupos distintos eram constantes e serviam como um elemento chave na estruturação das sociedades tupis. Motivadas pelo ritual de vingança, as guerras visavam capturar inimigos a fim de destiná-los aos rituais antropofágicos. Participavam dessas comemorações não só os membros das aldeias, mas também os aliados vizinhos, que não estavam diretamente na batalha. As guerras, dessa forma, forneciam sentido e coesão social aos grupos tupis, fortalecendo os laços dos grupos aliados. Logo, fazer prisioneiros e executá-los segundo o ritual estabelecido, confirmava relações de ódios e alianças.
A execução do inimigo, entretanto, não finalizava o processo de vingança, antes, a fomentava, já que o grupo oposto iniciaria uma nova tentativa de retaliação, dando continuidade a um fenômeno de inimizade sem fim. Dessa forma, se a vingança era interminável, intermináveis também eram as relações de inimizade, que se transmitiam de uma geração a outra, sendo assim, o motor de muitas sociedades tupis. Logo, a relação com o inimigo, expressa através da guerra e o ritual da vingança, compunha um elemento fundamental na cultura destes indígenas.
As crianças ajudavam os pais em algumas atividades e realizavam tarefas correspondentes à sua idade, como cuidar dos irmãos menores ou espantar os pássaros das plantações no período que antecedia a colheita.
A carga de trabalho designada às mulheres era extremamente pesada comparada aos afazeres dos homens. Entretanto, o que prevalecia era a interdependência dos trabalhos, visto que ambos se complementavam e se auxiliavam mutuamente.

## Religião
Conforme explica Eduardo Navarro em seu Dicionário de Tupi Antigo (2013), os diferentes povos tupis acreditavam descender de um personagem mitológico chamado Tupi. Por conta disso, muitas tribos tupis possuíam etnônimos que começavam com "tupi", como os tupinambás, os tupinaquis, os tupiguaés e os tupiminós. Porém o principal culto entre os tupis que habitavam o litoral do Brasil no século XVI não era o de Tupi, mas o de Jurupari. Já Tupã, o trovão, era uma divindade secundária, que não possuía rito próprio. Exatamente por não possuir rito próprio, os padres católicos que procuravam difundir o cristianismo entre os índios escolheram Tupã como um símbolo para o deus cristão, de forma a facilitar a compreensão do cristianismo pelos índios, enxertando, na figura de Tupã, os princípios cristãos. Ao mesmo tempo, associaram Jurupari ao diabo cristão, de forma a desestimular seu culto entre os índios tupis.

## Presença na cultura brasileira
A cultura indígena se faz presente de diversas maneiras no cotidiano brasileiro, influenciando desde a agricultura até a culinária, a medicina e, é claro, a linguagem. A presença das línguas tupis é notória no português brasileiro pelas palavras que foram incorporadas. Dessa maneira, nomes de animais, plantas, lugares, técnicas, etc. passaram ao português-brasílico por meio de palavras em língua geral (nheengatu). Jabuti, caju, Amapá e coivara são exemplos dessa apropriação.
A culinária nacional também tem diversos elementos provenientes dos tupi. O uso da mandioca e seu processamento talvez seja a mais conhecida por sua presença em inúmeros pratos indígenas populares como angus, farinhas, moquecas, paçocas e molhos. Podemos citar também o uso do milho, cacau, erva-mate, guaraná, açaí, entre muitos outros, como elementos bastante presentes na alimentação dos brasileiros.
Já no caso dos remédios, as heranças dos tupi podem ser percebidas, tanto na medicina caseira quanto na farmacopeia mundial. A copaíba, por exemplo, foi utilizada por séculos pelos tupis-guaranis para curar feridas e outras enfermidades, mas seu uso se generalizou só no século XVIII por seu efeito contra infecções das vias urinárias. Já a ipecacuana, planta originária do Brasil que era utilizada contra diarreias sanguinolentas, depois de levada à Europa, teve suas propriedades curativas reconhecidas mundialmente.
Na agricultura, por sua vez, a técnica da coivara foi apreendida e muito utilizada para a fertilização do solo. Entretanto, vale mencionar que os nativos eram agricultores itinerantes, sendo seu modo de produção e sua cultura ecológica distintos dos trazidos pelos europeus. 
Além disso, há presença tupi também nos costumes, como o hábito de andar descalço, deitar em redes de dormir, tomar banhos e descansar de cócoras.

## Nações indígenas
- Tupinambás
- Tupiniquins
- Tamoios
- Tapajós
- Temiminós
- Tabajaras
- Potiguaras
- Caetés
- Guarani

## Tupis notáveis
- Martim Afonso Tibiriçá - Cacique tupiniquim que teve fortes relações com os lusitanos, desenvolvidas através de casamentos entre o português João Ramalho e sua filha. Ele foi um dos responsáveis pela fundação da vila que viria a se tornar a atual cidade de São Paulo.
- Araribóia -  Foi o chefe de um grupo de temiminós que habitavam o atual estado do Espírito Santo. Depois da catequização de sua aldeia, uniu-se aos portugueses em incursões, chegando a acompanhar Estácio de Sá em 1564 na fundação da cidade de São Sebastião do Rio de Janeiro. Em 1567, liderando um exército de temiminós, Araribóia auxiliou na batalha de expulsão de tamoios e franceses e a consequente destruição de suas principais fortificações, localizadas no morro da Glória e Ilha do Governador.
- Aimberê - Um dos principais articuladores e líderes da Confederação dos Tamoios, dedicou a vida ao combate aos portugueses, reunindo tribos rivais para um objetivo comum.
- Clara Camarão - indígena potiguara que se destacou em batalhas em Olinda e no Recife durante as invasões holandesas.
- Filipe Camarão - O potiguar convertido em 1614 foi um dos mais importantes nomes nas guerras de defesa contra a Holanda no nordeste brasileiro, recebendo as mais altas honrarias como o título de “capitão-mor de todos os índios” e “cavaleiro da Ordem de Cristo”.
- Sepé Tiaraju - Foi um Guarani corregedor, alferes-mor e comandante do aldeamento Jesuíta de São Miguel na região do Prata. Ele foi a principal liderança indígena nas Guerras Guaraníticas, visando impedir o cumprimento do tratado de Madrid e o deslocamento forçado de seu povo.

- Pedro Poti - O potiguar, assim como Felipe Camarão, também teve participação ativa nas guerras holandesas do nordeste brasileiro, mas unido aos países baixos contra os portugueses. Pedro Poti foi um sobrevivente do massacre ocorrido em 1625 na baía da Traição. Em seguida viajou para Holanda, onde passou cinco anos aprendendo sobre a cultura européia e trocando cartas com Felipe Camarão, onde dissertou sobre as injustiças cometidas pelos portugueses.  Pedro Poti foi preso pelos portugueses na segunda batalha dos Guararapes a 19 de Fevereiro de 1649, sendo morto em 1652, quando prisioneiro num navio em direção a Lisboa.